# Radiotherapie

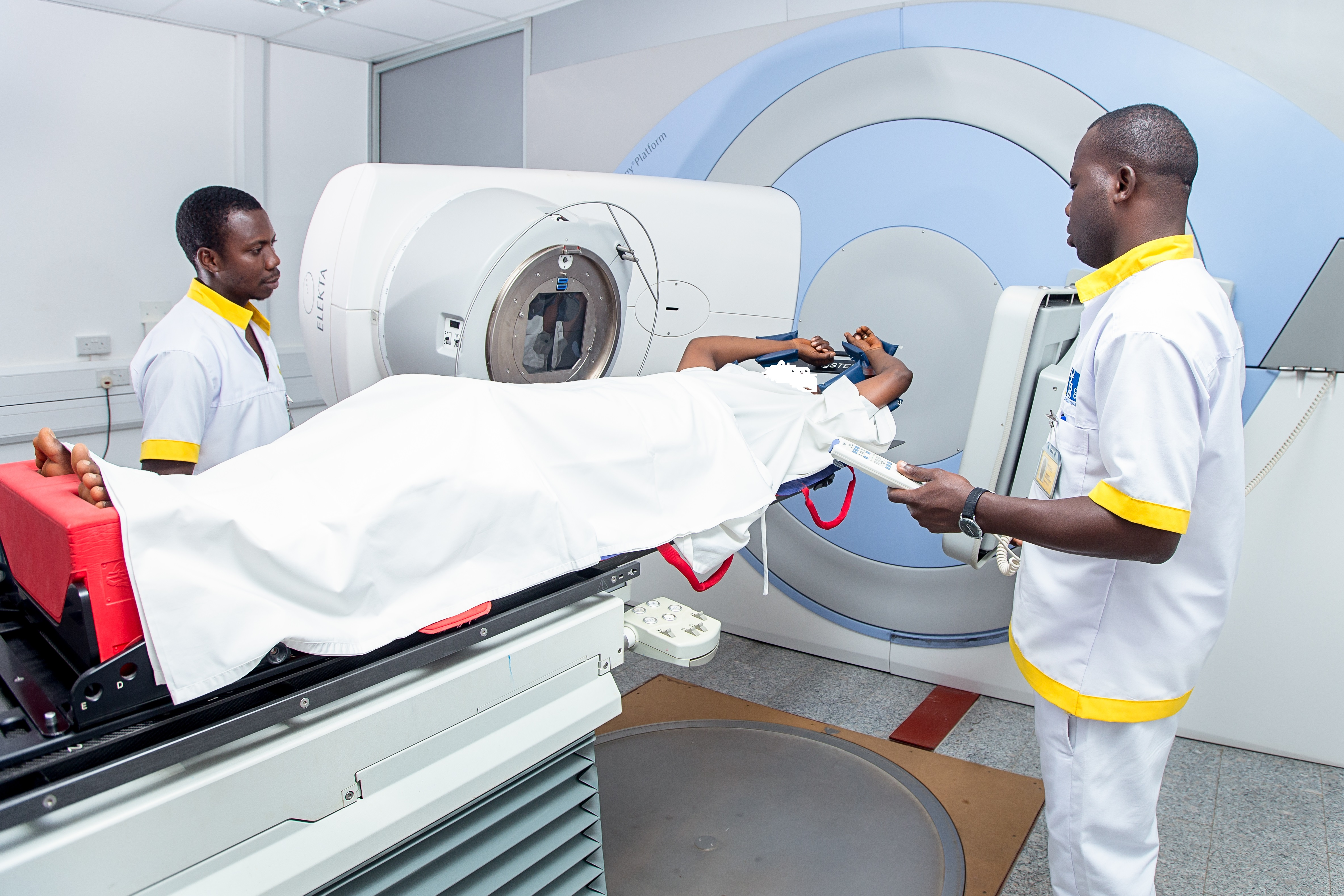
Radiotherapie

Radiotherapie of bestraling is de behandeling van patiënten met kanker waarbij gebruik wordt gemaakt van ioniserende straling. Radiotherapie vormt samen met chirurgie, chemotherapie en immuuntherapie een van de vier pijlers van de kankerbestrijding. Het is een medisch specialisme, waarin de radiotherapeut als medisch specialist verantwoordelijk is, maar daarin wordt bijgestaan door een team van deskundigen zoals radiotherapeutisch laboranten, klinisch fysici, technici, verpleegkundigen, en ondersteunend personeel.

## Werking
Ioniserende straling doodt kanker door beschadiging van het DNA in de kankercellen. Niet alleen het DNA in de kankercellen loopt stralingsschade op, maar ook het DNA van de gezonde cellen loopt schade op door straling. Dat we kanker toch kunnen genezen is te danken aan twee kenmerken van radiotherapie:
1. radiobiologisch verschil tussen kankercellen en gezonde cellen: gezonde cellen zijn beter in staat om DNA te herstellen dan kankercellen. Dit verschil in DNA-herstel is het grootste bij een relatief lage dosis bestraling. Om dit verschil uit te buiten wordt de bestraling vaak verdeeld in vele kleine beetjes (fracties) en verspreid gegeven over meerdere dagen tot soms wel 6 tot 7 weken op iedere werkdag (5 bestralingen per week),
2. anatomische precisie: dankzij modern beeldvormende technieken, zoals CT-scans, MRI en PET-CT-scans, kan de plaats van de kwaadaardige tumor steeds preciezer bepaald worden. In combinatie met steeds nauwkeuriger bestralingsapparatuur kan de tumor beter geraakt worden waarbij er steeds minder straling terecht komt in de gezonde organen rond de tumor.

## Bestralingstechnieken

### Externe bestraling
Bij uitwendige radiotherapie of teletherapie worden patiënten bestraald met hoogenergetische fotonen, opgewekt door een lineaire versneller. De lineaire versneller is het werkpaard van een afdeling radiotherapie waarin elektronen worden versneld tot ze een energie hebben van vele miljoenen elektronvolts (MeV). Aan het einde van de lineaire versneller, op een meter afstand van de patiënt, bevindt zich een metalen plaatje dat ervoor zorgt dat de elektronenenergie wordt omgezet in fotonen. Die fotonen worden gebruikt om de tumor in de patiënt te bestralen. Afhankelijk van het type kan een medische lineaire versneller fotonenstraling genereren met energieën tussen 4 en 25 MeV. Hoe hoger de energie, des te dieper de straling in het lichaam doordringt.
Lineaire versnellers kunnen in plaats van fotonen ook elektronen stralen. Elektronenbestraling dringt niet zo diep in het weefsel door als fotonenbestraling, en wordt daarom vooral toegepast bij oppervlakkig gelegen tumoren, zoals huidtumoren.

### Orthovolt
Voor de Tweede Wereldoorlog waren er nog geen versnellers en werd uitwendig bestraald met röntgenapparaten; deze apparaten worden in de radiotherapie nog beperkt toegepast voor zogenaamde orthovolt-bestraling. De fotonenstraling van een orthovolttoestel heeft een energie tussen de 100 keV en 250 keV. Vanwege het weinig doordringend vermogen is dit toestel in gebruik voor de behandeling van huidkanker zoals het basaalcelcarcinoom en plaveiselcelcarcinoom. Ook goedaardige aandoeningen als keloïd, de ziekte van Peyronie, en wratten kunnen ermee worden behandeld.

### Inwendige bestraling
Brachytherapie is een methode van behandelen waarbij een of meerdere radioactieve bronnen, bijvoorbeeld jodium-125 of iridium-192, in of tegen de tumor geplaatst wordt. De bronnen bestaan altijd uit radioactief materiaal dat ingekapseld is en zijn slechts enkele millimeters groot. 'Afterloading' is een techniek waarbij een applicator of een aantal naaldjes in het lichaam worden gebracht en tijdelijk worden gevuld met radioactieve bronnen. 'Jodiumimplantatie' is een techniek waarbij jodium-bronnetjes in het aangedane weefsel, bijvoorbeeld de prostaat, worden geïmplanteerd. Deze implantatie is blijvend.

## Onderzoek in radiotherapie
Sinds medio jaren 90 maakt radiotherapie een snelle ontwikkeling door. Dit heeft grotendeels te maken met de voortschrijdende technische verfijning van apparatuur en de grotere rekenkracht van nieuwere computers. Onderzoek binnen het vakgebied kent verschillende gebieden:
- Patiëntenzorg (bijvoorbeeld onderzoek naar kwaliteit van leven),
- Technische innovaties (bijvoorbeeld onderzoek naar 4D-CT, image guided radiotherapy, matching CT-MRI-beelden),
- Versneller met een geïntegreerde CT-scanner (tomotherapie),
- Protonentherapie,
- MRI-versneller en MRI-Cobalt-teletherapie,
- Combinatie van behandelingen (radiotherapie met onder meer chemotherapie, chirurgie en/of hyperthermie).